# 腸
腸（ちょう、intestines）は、食物が胃で溶かされた後、その中の栄養や水分を吸収する器官。末端は肛門であり、消化された食物は便となり、排便により体外へと排出される。腸の構造は動物によって異なり、摂取する食物による違いが大きい。

## ヒトにおける腸の構造

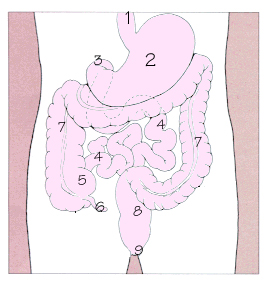
1.食道 2.胃 3.十二指腸 4.小腸 5.盲腸 6.虫垂 7.大腸 8.直腸 9.肛門

腸壁の構造。

腸は、大きく小腸と大腸の2つに分けることが出来る。小腸は更に口側から、十二指腸、空腸、回腸に分けられ、大腸は盲腸、結腸（上行結腸、横行結腸、下行結腸、S状結腸）、直腸に分けられる。人間の腸の全長は7～9m程度で、3分の2は小腸である。「日本人の腸は長い」などの俗説が一部メディアで広められているが根拠がなく、大腸の長さについては人種間で大きな差はない。

### 小腸

#### 十二指腸
十二指腸は、胃の幽門から続く小腸の最初の部分である。膵頭部を囲むようなC字型をしている。長さは約25cm程度で、指を12本横に並べた長さであることから十二指腸と呼ばれる。十二指腸は口側から、上部、下行部、水平部、上行部の4部に分けられる。
上部は、幽門から上十二指腸曲までであり、腹膜により囲まれ可動性を持つ。小腸の他部位と異なり、粘膜に輪状ヒダを欠いているという特徴がある。幽門の上方にある球状の部分は球部と呼ばれる。球部前壁は十二指腸潰瘍の好発部位である。
下行部は上十二指腸曲から下十二指腸曲までの、尾側へと下行している部分であり、膵管と総胆管の出口である大十二指腸乳頭（Vater乳頭）および副膵管の出口である小十二指腸乳頭が開口している。
水平部は、下十二指腸曲から水平に延びる部分である。
下行部から水平部までは腹膜によって背側に固定され後腹膜に存在しており、可動性がない。
上行部は、水平部から続き左上方へと上行している部分であり、空腸へと連続している。

#### 空腸と回腸
空腸と回腸は、全長約6mで、十二指腸空腸曲から続き小腸に連続している。空腸は口側の約2/5、回腸は残り約3/5の部分を指す。両者には明確な境界は存在しないが、一般に、空腸は回腸よりも太く、厚い壁を持つ。平滑筋層が発達しているためであり、食物を速やかに運ぶことが出来る。このため、腸管の中は空であることが多く、空腸という名もこれに由来する。また、空腸は回腸に比べ血管が豊富であり、粘膜に見られる輪状ヒダも密である。
空腸と回腸は腹膜で包まれているが、包んでいる腹膜は2枚合わさった形になり、腸間膜と呼ばれる。小腸壁には絨毛と呼ばれる指状の突起が多数存在してビロード状となっており、小腸の表面積を増大させ、吸収力を高めている。

### 大腸
大腸は小腸から続く部分で、長さは約1.5m。口側から盲腸、結腸（上行結腸、横行結腸、下行結腸、S状結腸）、直腸に分けられる。大腸は小腸よりも太いが、壁は比較的薄い。
盲腸は、大腸の始まりの部分で、右下腹部に位置している。回腸が開口しており、開口部を回盲口と呼ぶ。回盲口には、回盲弁と呼ばれるヒダ状の弁があり、大腸に入った食物が小腸へ逆流するのを防止している。盲腸の後壁からは、指状の構造の虫垂が突出している。
上行結腸は、盲腸から引き続き体の右側を上行している部分である。肝臓の下面で左へと曲がっており、横行結腸へと移行する。横行結腸は左へと横走し、脾臓の下端で下方へと屈曲して下行結腸となる。
下行結腸は腹腔の左後壁を下行し、左下腹部でS状結腸へと移行する。
S状結腸は可動性に富み、大きく弯曲して走行している。結腸表面には、大網ヒモ、間膜ヒモ、自由ヒモと呼ばれる、縦走する3本のヒモ状の構造が存在している。これらは縦走筋がヒモ状に集まったものであり、この3本のヒモを併せて結腸ヒモと呼ぶ。
直腸は第3仙椎の高さで、S状結腸から続いており、仙骨前面を下行し、肛門で外部に開いている。直腸の内面には直腸横ヒダと呼ばれるヒダが見られる。

## 腸の働き
小腸:十二指腸では、総胆管を通った胆液や膵管を通った膵液が出て、消化の働きをする。空腸では、腸液が分泌される。回腸では、柔突起で養分が吸収される。また、食物とともに飲み込まれた空気などの気体も、ここで吸収される。
大腸:栄養分が吸収された後の食物が運ばれ水分を吸収する。もしここに問題があると、下痢になる可能性が高くなる。蠕動運動と逆蠕動運動によって、小腸から運ばれる内容物をある一定の時間とどめておくことができ、水分を効率よく吸収できる仕組みになっている。しかし、ここに内容物がとどまる時間が長すぎると、水分の吸収が過剰になされ便秘を引き起こす。これらの運動は自律神経系に支配されており、直接には大脳の支配を受けない。虫垂は長年あまり意味の無い存在とされてきたが、2014年4月「虫垂リンパ組織は、大腸および小腸に動員されるＩｇＡ産生細胞を作り出し、大腸の腸内細菌叢の維持に必要なリンパ組織であることが明らかになった。」という研究結果が発表された。

## 腸の病気
- 急性腸炎
- 慢性腸炎
- タンパク漏出性胃腸炎
- 過敏性腸症候群
- 慢性便秘
- 下痢症
- 潰瘍性大腸炎
- クローン病
- 腸ポリープ
- 虫垂炎
- 盲腸症
- 腸結核
- 腸閉塞症
- 大腸癌
- 小腸癌
- 腸重積症
- 鼓腸：腸閉塞や腹膜炎によってガスが腸内に溜まる症状[4][5]。獣医師のダンロップは、この症状からタイヤに空気を溜め、クッション性を高めるアイデアを思い付いた[6]。
- 腸結石（英語版）（糞石） - 便秘（糞塊貯留）で固まった糞塊。

## 動物の腸の構造
草食動物は肉食動物より長い腸を持ち、腸を含めた消化器内に工夫や腸内共生細菌などの多様性がみられる。
ヒトやライオンの腸の長さが、だいたい7mであるが、マッコウクジラは300ｍ、牛は50m、ウマや羊は30mである。体の大きさは個々に違うため、体長1mに対して腸の長さの腸/体長比でも草食動物は肉食動物より大きい傾向が見られる。
サメやエイなどの軟骨魚類の腸はらせん状となっており、ラセン弁と呼ばれる襞を持つ短く太い腸となっている。まれに腸を肛門（総排出腔）から出して腸洗いと呼ばれる洗浄を行う。